# ジャック・ブルニョン
ジャック・マリー・スタニスラス・ジャン・"トト"・ブルニョン (Jacques Marie Stanislas Jean "Toto" Brugnon, 1895年5月11日 - 1978年3月20日) は、フランス・パリ出身の男子テニス選手である。同僚のフランス人選手ジャン・ボロトラ、アンリ・コシェ、ルネ・ラコステと並んで、フランスの「四銃士 (Les Quatre Mousquetaires)」と呼ばれた。ブルニョンは「四銃士」の4人の中でも最年長の選手で“Toto”(トト)という愛称で呼ばれた。

## 来歴
ブルニョンは1921年からデビスカップフランス代表選手として活動し始めた。やがて1922年にジャン・ボロトラとアンリ・コシェが代表入りし、1923年にルネ・ラコステも加わって、フランス「四銃士」の世界的な活躍が始まる。4人の中で、ブルニョンだけは4大大会のシングルス・タイトルを獲得できなかったが、ダブルスで総計10勝 (全豪選手権1勝、全仏選手権5勝、ウィンブルドン選手権4勝) を挙げた。パートナーはコシェと組んで5勝 (全仏3勝：1927年、1930年、1932年/ウィンブルドン2勝：1926年、1928年)、ボロトラと組んで5勝 (全豪1勝：1928年/全仏2勝：1926年、1928年/ウィンブルドン2勝：1932年、1933年) を記録した。ブルニョンのシングルスでの自己最高成績は、1926年ウィンブルドン選手権のベスト4である。
ブルニョンは1924年パリ五輪の男子ダブルスで、コシェと組んだ銀メダルを獲得した。ブルニョンとコシェは、決勝でアメリカ代表のビンセント・リチャーズ/フランシス・ハンター組に6-4, 2-6, 3-6, 6-2, 3-6で敗れた。同部門では、同じフランス「四銃士」のボロトラ/ラコステ組も銅メダルを獲得した。
1929年10月、ブルニョンはコシェ、ピエール・ランドリー、レイモンド・ロデルとともに4人の一行で来日した。日本テニス協会はこの日仏対抗戦のために、東京に2000人収容の仮設スタンドつきテニスコート2面を設置した。それから4年後、ブルニョンは1933年ウィンブルドン選手権男子ダブルスで、ボロトラとのペアで大会2連覇を狙っていたが、その決勝で日本の佐藤次郎/布井良助組と対戦することになった。佐藤/布井組が第1セットを6-4で奪ったが、続く3セットをボロトラ/ブルニョン組が6-3, 6-3, 7-5で奪って2連覇を決めた。
ブルニョンは1921年から1934年まで、13年間デビスカップフランス代表選手を務めたが、彼の出場した試合はほとんどダブルス戦であった。(通算成績：シングルス4勝2敗+ダブルス22勝9敗＝総計26勝11敗) ダブルス通算勝利数「22勝9敗」は、今なおフランス代表の歴代1位記録である。
1974年、「四銃士」の物語がアメリカの映画監督リチャード・レスターにより映画化された。レスターは前年の1973年にデュマの小説『三銃士』の映画化を行い、それに続いて1920年代-1930年代前半に活躍した4人のフランス人テニス選手のドキュメンタリーも残したのである。
1976年、「四銃士」のメンバーたちは4人揃って国際テニス殿堂入りを果たす。4人とも長寿に恵まれたが、最年長だったブルニョンは殿堂入りの2年後、1978年3月20日にパリで82年の生涯を閉じた。

## 4大大会ダブルス優勝
- 全豪選手権:1勝 (1928年)
- 全仏選手権:5勝 (1927年、1928年、1930年、1932年、1934)
- ウィンブルドン選手権:4勝 (1926年、1928年、1932年、1933年) [1933年の決勝で佐藤次郎&布井良助組と対戦]